# Звезда Смерти
Звезда Смерти (англ. Death Star) — вымышленная боевая космическая станция — астросооружение из вселенной «Звёздных войн». Оснащена сверхмощным энергетическим лазерным оружием чрезвычайно разрушительной силы, способным уничтожать целые планеты. Существовали одна рабочая и одна недостроенная версии станции Галактической Империи. В последующем (в эпизоде VII «Пробуждение силы» киносаги) «Звезду Смерти» сменило ещё более мощное супероружие Убийца Звёзд (Старкиллер, англ. Star Killer) неоимперского Первого Ордена, способное уничтожать целые звёздные системы — частично трансформированная планета.

## Первая «Звезда Смерти»
Боевая станция «Звезда Смерти» была спроектирована сепаратистами ещё до начала Войны клонов как «абсолютное оружие» против Республики, но к моменту окончания конфликта проект сепаратистов не продвинулся сколь-нибудь далеко. Данные и спецификации проекта были переданы Дарту Сидиусу, который и начал фактически строительство боевой станции. Согласно официальному предназначению, станция разрабатывалась для уничтожения мёртвых планет с целью облегчения добычи полезных ископаемых из ядра, но, по замыслу Таркина, станция, способная взрывать планеты, должна была наводить ужас на население подвластных ему секторов и полностью исключить всякую возможность сопротивления имперской власти. Разработка проекта затянулась из-за огромного количества инженерных проблем, и постройка станции была завершена в год Битвы при Явине.
Первое испытание силы оружия произошло на 1:1000 (минимальной) мощности, которой оказалось достаточно, чтобы стереть с лица планеты один из городов повстанцев с прилегающими территориями.
Уязвимость «Звезды Смерти» была заранее спроектирована конструктором Галеном Эрсо: удар по реактору должен был привести к цепной реакции, которая её разрушит. Гален Эрсо смог передать данную информацию повстанцам, за что поплатился жизнью. Его дочери Джин Эрсо при помощи разведчика Кассиана Андора и небольшой группы добровольцев удалось украсть и передать повстанцам чертежи «Звезды Смерти». Джин и Кассиан погибли от выстрела со «Звезды Смерти» по планете, произведенном на минимальной мощности.
Таркину не терпелось испробовать новое оружие. Вскоре ему предоставилась такая возможность: Дарт Вейдер взял в плен агента повстанцев принцессу Лею, которая везла украденные повстанцами планы «Звезды Смерти», но успела их спрятать. Её доставляют на борт станции и подвергают допросу. Так как популярность Альянса повстанцев продолжала расти, Империи срочно требовалось пресечь этот процесс, тем более повстанцы могли найти в планах слабое место станции и уничтожить её. Вейдер пробовал пытками при помощи робота-палача заставить Лею выдать местонахождение секретной базы Альянса и признаться, куда были спрятаны планы, но она оказалась достаточно сильна духом и не поддалась. Тогда Таркин привёл «Звезду Смерти» к Алдераану — родной планете принцессы — и заявил, что если она не выдаст ему базу повстанцев, то он уничтожит Алдераан. В панике Лея сказала ему, что база находится на удалённой планете Дантуин, но Таркин не остановил расстрел Алдераана, так как ему требовалось преподать всем бунтовщикам урок, а уничтожение густонаселённой планеты в центре галактики, поддерживающей повстанцев, как нельзя лучше подходило для устрашения.
Лея спрятала планы Звезды внутри дроида-астромеханика R2-D2 и приказала ему найти Оби-Вана Кеноби. Оби Ван вместе с Люком Скайуокером, Ханом Соло, Чубаккой и роботом-переводчиком C3PO оказались в доке 2037 «Звезды смерти» на борту космического корабля «Тысячелетний сокол», который был тяговым лучом захвачен и забран на борт «Звездой Смерти» почти сразу после гиперпрыжка к более не существующему Алдераану.
Вскоре после этого Люк Скайуокер и Хан Соло помогли Лее бежать, но на их корабль был повешен «маячок», с помощью которого Имперские силы узнали, что база повстанцев находится на четвёртом спутнике планеты Явин. «Звезда Смерти» отправилась туда, чтобы нанести Альянсу сокрушительный удар. А тем временем повстанцы, проанализировав выкраденные Леей планы станции, выяснили, что единственный способ уничтожить прекрасно защищённую станцию — поразить её главный реактор через отводную шахту, заканчивающуюся отверстием диаметром около двух метров. Когда «Звезда Смерти» прибыла в систему Явина, её атаковали подразделения истребителей повстанцев. Так началась Явинская битва, дата которой позже стала началом летосчисления Новой Республики.
Быстро выяснилось, что конструкторы станции, считая её неуязвимой, критически недооценили угрозу со стороны легких истребителей и не предусмотрели адекватных мер противодействия таковым. Повстанцы понесли тяжёлые потери, но прежде чем «Звезда Смерти» вышла на огневую позицию, Люк Скайуокер поразил реактор станции протонной торпедой, и «Звезда Смерти» взорвалась. Таркин погиб вместе со своим детищем, а Вейдер, возглавивший звено истребителей, был отброшен от станции после столкновения с другим истребителем, что произошло из-за вмешательства Хана Соло. Эта победа позволила Альянсу упрочить свои позиции, но Империя была ещё сильна и очень далека от поражения.

## Вторая «Звезда Смерти»
Новая «Звезда Смерти» получилась ещё более мощной и неуязвимой, чем её предшественница. Злополучная отводная шахта, ведущая прямо к реактору, была заменена сложной и разветвлённой системой труб, кончающейся миллионами миллиметровых отверстий по всей поверхности, с предохранителями на случай взрыва. Сам реактор и энергосистема новой станции стали способны накопить энергию для выстрела из суперлазера (основного орудия, предназначенного для разрушения планет) за несколько минут — предыдущая версия накапливала энергию для этого около суток. Фокусирующее устройство сделало возможным наведение луча без поворота всей станции не только на планеты, но и на крупные корабли. Станция должна была быть защищена силовым полем планетарного масштаба, но, так как собственные генераторы станции не были ещё достроены, строящаяся «Звезда Смерти», расположенная у планеты Эндор, была временно защищена силовым полем, проецируемым стационарным генератором на поверхности планеты. По поверхности боевой станции были разбросаны тысячи тяжелых и противоистребительных орудий, а также ангары для челноков и истребителей. В отличие от базового проекта, новая станция строилась с расчетом на отражение массированных атак истребителей.
Строительство станции было ещё далеко от завершения (основная структура была собрана менее чем наполовину), когда Палпатин решил использовать её как приманку для уничтожения флота повстанцев. Разработанный Палпатином план заключался в том, чтобы создать у Альянса повстанцев иллюзию уязвимости «Звезды» и спровоцировать их на атаку. Данные, добытые разведчиками Альянса (иногда — ценой жизни), позволили установить, что «Звезда Смерти» все ещё не имеет собственного силового поля и защищается экраном, проецируемым с лесистой луны Эндора, который охраняется весьма слабо. Но на самом деле эта утечка информации, как и ловушка, ждавшая Хана Соло и его отряд повстанцев на Эндоре, были подстроены Императором. Таким образом Император рассчитывал заманить и уничтожить весь флот повстанцев, который будет послан на отвлечение имперцев от основной цели атаки. Тем не менее находчивость и везение героев позволили им не только выбраться из имперской западни, но и уничтожить генератор защитного силового поля. Им сильно помогло население Эндора — эвоки, низкорослые разумные животные, похожие на маленьких мишек. После этого ударное звено истребителей Альянса во главе с Лэндо Калриссианом, пилотирующим «Сокол тысячелетия», по системе вентиляции (так как станцию ещё не достроили) проникло к реактору и уничтожило его, едва успев уйти от ударной волны взрыва.

## База «Старкиллер»
База «Старкиллер» (англ. Starkiller Base) — военная база, располагавшаяся на ледяной планете Илум в Неизведанных регионах галактики. Крепость Первого ордена, база «Старкиллер» была построена вокруг супероружия, способного уничтожать звёздные системы на технологиях кайбер-кристаллов и тёмной энергии по принципам «Звёзд Смерти».
База «Старкиллер» и вся планета Илум были уничтожены Сопротивлением в успешном налёте на слабую точку, обнаруженную коммандером По Дэмероном. Уничтожение супероружия спасло планету Ди’Куар и всё Сопротивление, а его взрыв сформировал новую звезду на месте планеты.
База «Старкиллер» была создана для фильма 2015 года «Звёздные войны: Пробуждение Силы». Режиссёр фильма, Джей Джей Абрамс, заявил, что сходство супероружия с двумя Звёздами Смерти из оригинальной трилогии было преднамеренным, так как новое поколение имперцев в Первом ордене хотело доказать, что оно куда сильнее и более прогрессивно, чем их предшественники в Галактической Империи. Название базы («Старкиллер») было взято из имени, придуманного Джорджем Лукасом для Люка Скайуокера, который в ранних набросках сценария именовался Старкиллером.

## Технические характеристики
- Диаметр первой Звезды Смерти по разным данным составлял от 120 до 160 км[4][5][6]. Диаметр второй — приблизительно 160 км[7], по другим источникам — 900 км[8]. Для сравнения, диаметр Луны — около 3474 км;
- 2 гиперпространственных двигателя;
- по 123 генератора на каждый навигационный банк системы гиперперехода, симметрично расположенных по поверхности станции;
- 2 ходовых двигателя.

### Штатный экипаж
- 27 050 офицеров;
- 774 576 солдат, пилотов и механиков;
- 378 576—378 685 человек обслуживающего персонала;
- около 25 000 штурмовиков (имперских солдат);
- около 400 000 различных дроидов.

### Вооружение
- Центральный направляющий суперлазер, сверхмощный. Скорострельность первой станции — 1 выстрел за сутки, второй — 1 выстрел за 3 минуты;
- 8 супер лазеров высокой точности (являются компонентами главного супер лазера);
- 5796 лазерных батарей;
- 5432 тяжёлых лазерных батарей;
- 25 002 лазерных пушки;
- 936 генераторов/прожекторов луча захвата.

### Космические корабли на борту
- 4 корабля основных классов;
- 7 521 СИД-истребитель;
- 3 613 челноков класса L;
- 1 869 десантных кораблей;
- 13 147 единиц планетной техники и дополнительного флота:
- 1442 танка АТВ;
- 1402 самоходки АСТ;
- 178 командирских танков;
- 356 «летающих крепостей»;
- 4843 тяжёлых колёсных танков HAVwAS;
- 4824 единиц вспомогательного флота;
- 6 личных TIE-истребителей Дарта Вейдера.

## Влияние
14 декабря 2012 года в США было высказано предложение построить настоящую «Звезду Смерти» для повышения обороноспособности страны и создания новых рабочих мест. Петиция собрала больше 26 тысяч подписей. Администрация Барака Обамы официально отказалась рассматривать варианты возможного запуска программы. Глава департамента науки и космоса Административно-бюджетного управления Белого дома Пол Шоукросс указал на причины, по которым проект не будет реализован:

1. «Строительство „Звезды Смерти“ обойдется в 850 квадриллионов долларов, а мы стараемся сократить бюджетный дефицит, а не увеличить его».
2. «Администрация президента не поддерживает идею уничтожения планет (или мирового контроля над странами)».
3. «Зачем тратить огромные средства налогоплательщиков на „Звезду Смерти“, имеющую фундаментальный недостаток — её может уничтожить один человек?»

В 2009 году Ришард Голд произвёл приблизительный расчёт стоимости и сроков строительства «Звезды Смерти» в современных условиях, которые составила 15,6 септиллионов (1,56 • 1026) долларов США.
В начале февраля 2013 года на сайте Kickstarter был создан проект по финансированию строительства Звезды Смерти пользователями интернета.
«Звезду Смерти» в некоторых ракурсах напоминает спутник Сатурна Мимас — ввиду большой доли поверхности, занимаемой кратером Гершель. Первые снимки, на которых был обнаружен кратер, сделаны через три года после выхода первого фильма со «Звездой Смерти».

## Звезда Смерти в фильмах
- Звёздные войны. Эпизод II: Атака клонов (Только голограмма)
- Звёздные войны. Эпизод III: Месть ситхов (Недостроенная)
- Изгой-один. Звёздные войны: Истории
- Звёздные войны. Эпизод IV: Новая надежда
- Звёздные войны. Эпизод VI: Возвращение джедая
- Звёздные войны. Эпизод VII: Пробуждение силы (Только голограмма)
- Звёздные войны. Эпизод IX: Скайуокер. Восход (Обломки)